# ارکستر گواندهاوس
ارکستر گواندهاوس (آلمانی: Gewandhausorchester) که پیش‌تر با نام ارکستر گِواندهاوس لایپزیگ شناخته می‌شد، یک ارکستر سمفونیک آلمانی، مستقر در لایپزیگ است. نام این گروه ارکستر از سالن گواندهاوس که خودِ گروه در آن واقع شده گرفته شده‌است. ارکستر گِواندهاوس همچنین به‌طور مرتب در کلیسای توماس لایپزیگ و اپراخانهٔ این شهر به اجرا می‌پردازد.
پیشینهٔ گشایش ارکستر گِواندهاوس به سدهٔ هجدهم میلادی بازمی‌گردد. فلیکس مندلسون از ۱۸۳۵ میلادی تا زمان مرگش در ۱۸۷۴، مدیر ارکستر گِواندهاوس بود. از دیگر مدیران آن می‌توان به کارل راینکه، فردیناند داویت، و آرتور نیکیش اشاره کرد.